# Embuscade de Monguno
Insurrection de Boko Haram
Batailles
L'embuscade de Monguno a lieu pendant l'insurrection de Boko Haram.

## Déroulement
Le 31 août 2013, une centaine d'hommes d'une milice d'auto-défense se sont réunis pour épauler l'armée dans une opération dans la forêt de Monguno. Aussi lorsqu'ils sont rejoints par des hommes en uniformes à bord de camions, les miliciens croient avoir affaire à des militaires de l'armée nigériane, mais il s'agit en réalité de jihadistes de Boko Haram déguisés. Ces derniers conduisent les miliciens dans la forêt où ils les massacrent. Plusieurs sont tués par balles, d'autres sont écrasés par des véhicules. Selon un responsable de Monguno, 24 corps ont été retrouvés et 34 miliciens sont portés disparus,,.